# Bazarella insularis
Bazarella insularis és una espècie d'insecte dípter pertanyent a la família dels psicòdids que es troba a Rússia, incloent-hi l'Extrem Orient Rus i Sakhalín.